# Улица Восстания (Санкт-Петербург)
У́лица Восста́ния — улица в Центральном районе Санкт-Петербурга. Проходит от Невского проспекта до Кирочной улицы.

## История
Улица возникла в середине XVIII века как дорога между слободами лейб-гвардейских Преображенского и Семёновского полков. Первоначальное название «Знаменская» она получила по Знаменской церкви, построенной в 1759 году по повелению императрицы Елизаветы Петровны (в начале 1941 года церковь была снесена, в 1955 году на её месте был открыт наземный вестибюль станции метро «Площадь Восстания»).
В 1923 году Знаменская улица была переименована в улицу Восстания в память о вооружённом восстании в октябре 1917 года.

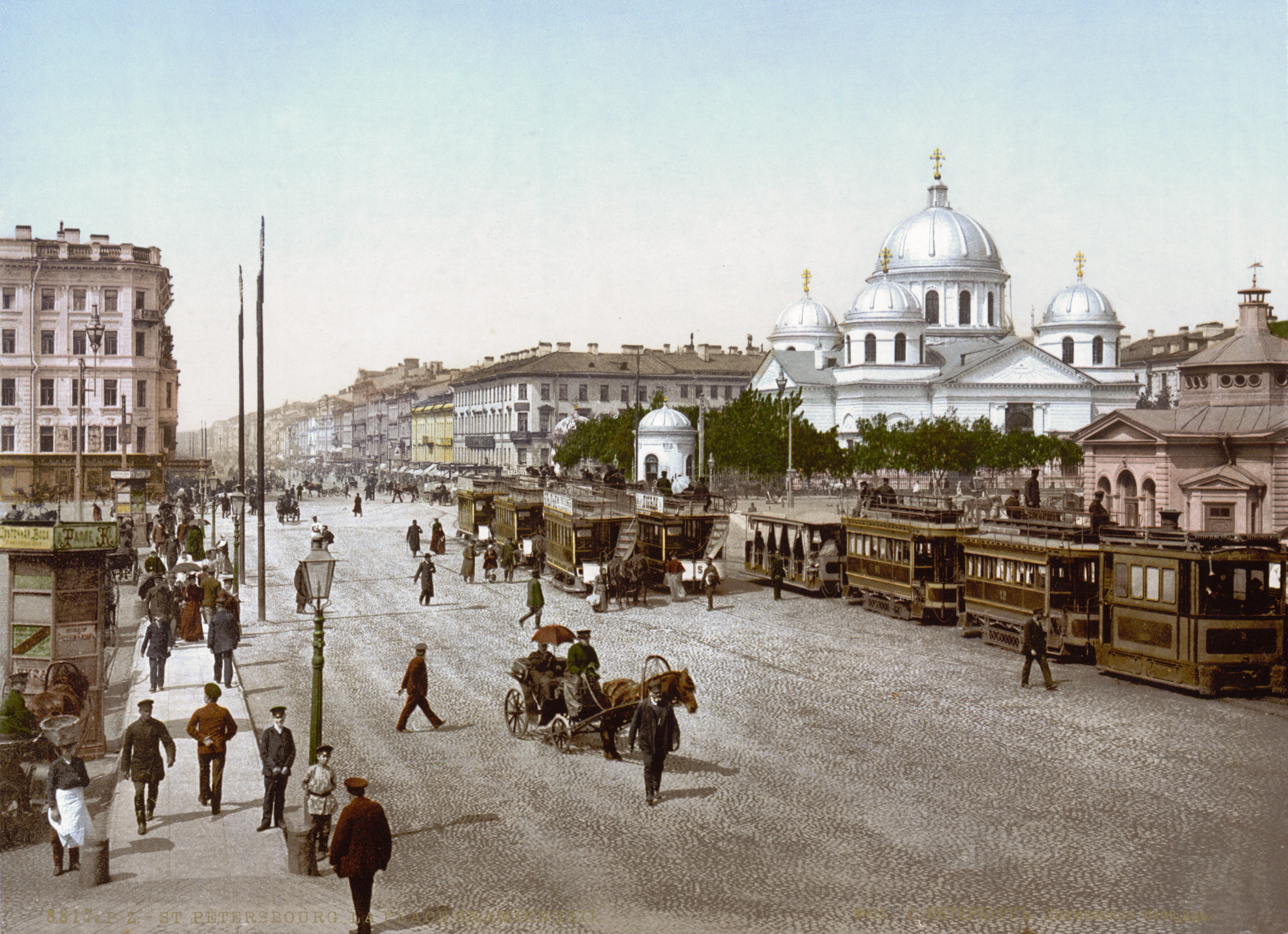
Открытка XIX века с изображением Знаменской церкви

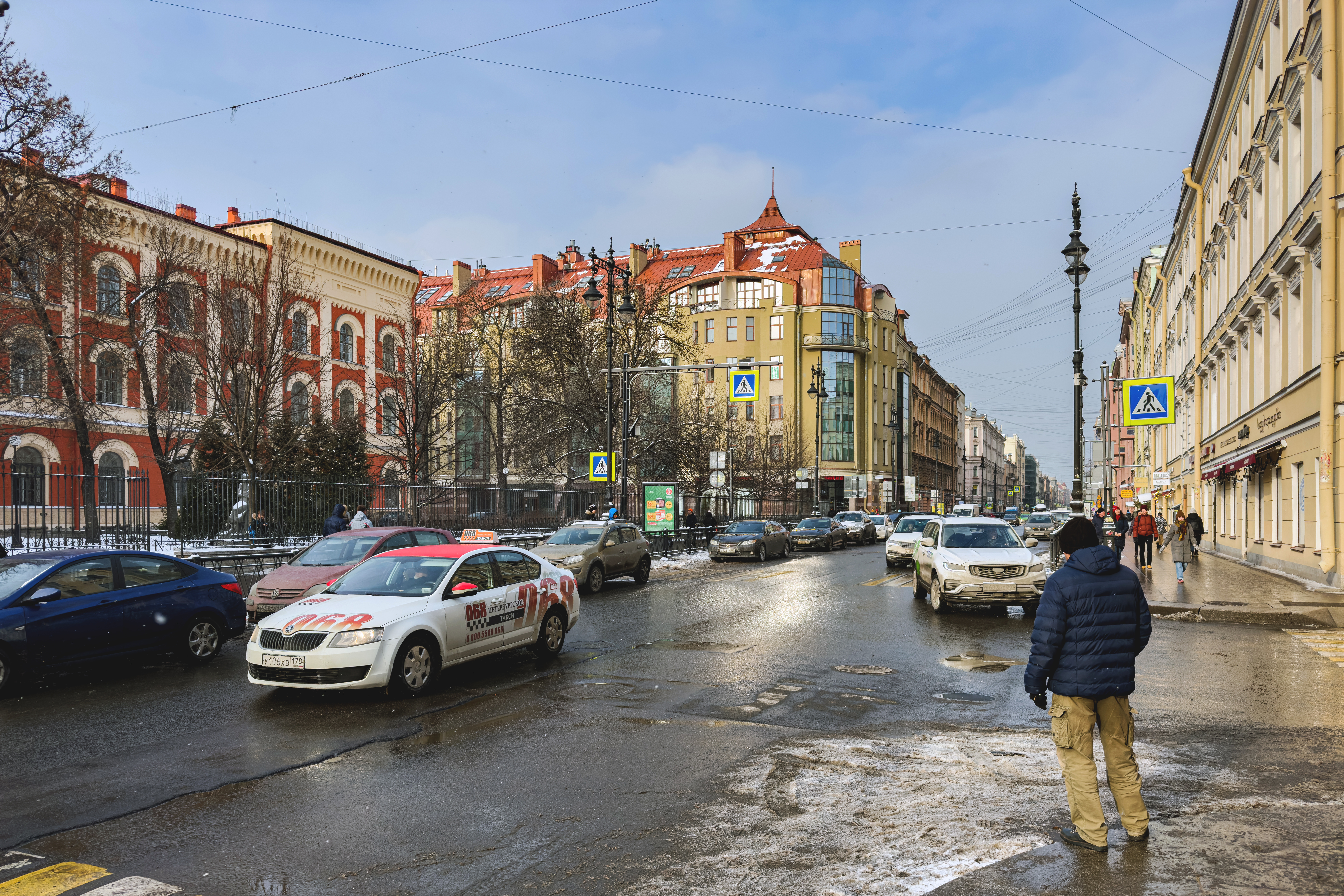
Возле переулка Ульяны Громовой

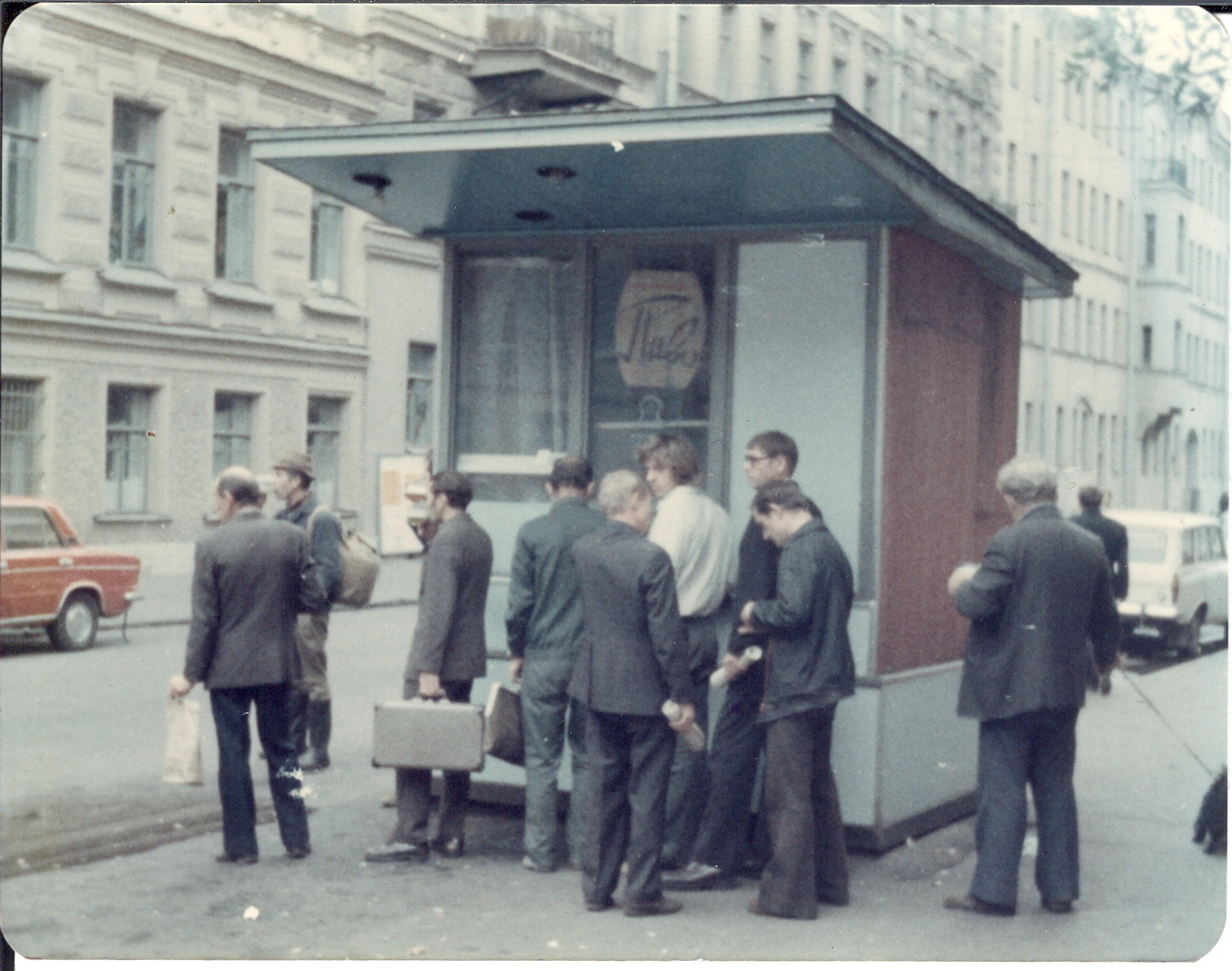
Пивной киоск на улице Восстания, 1977 год

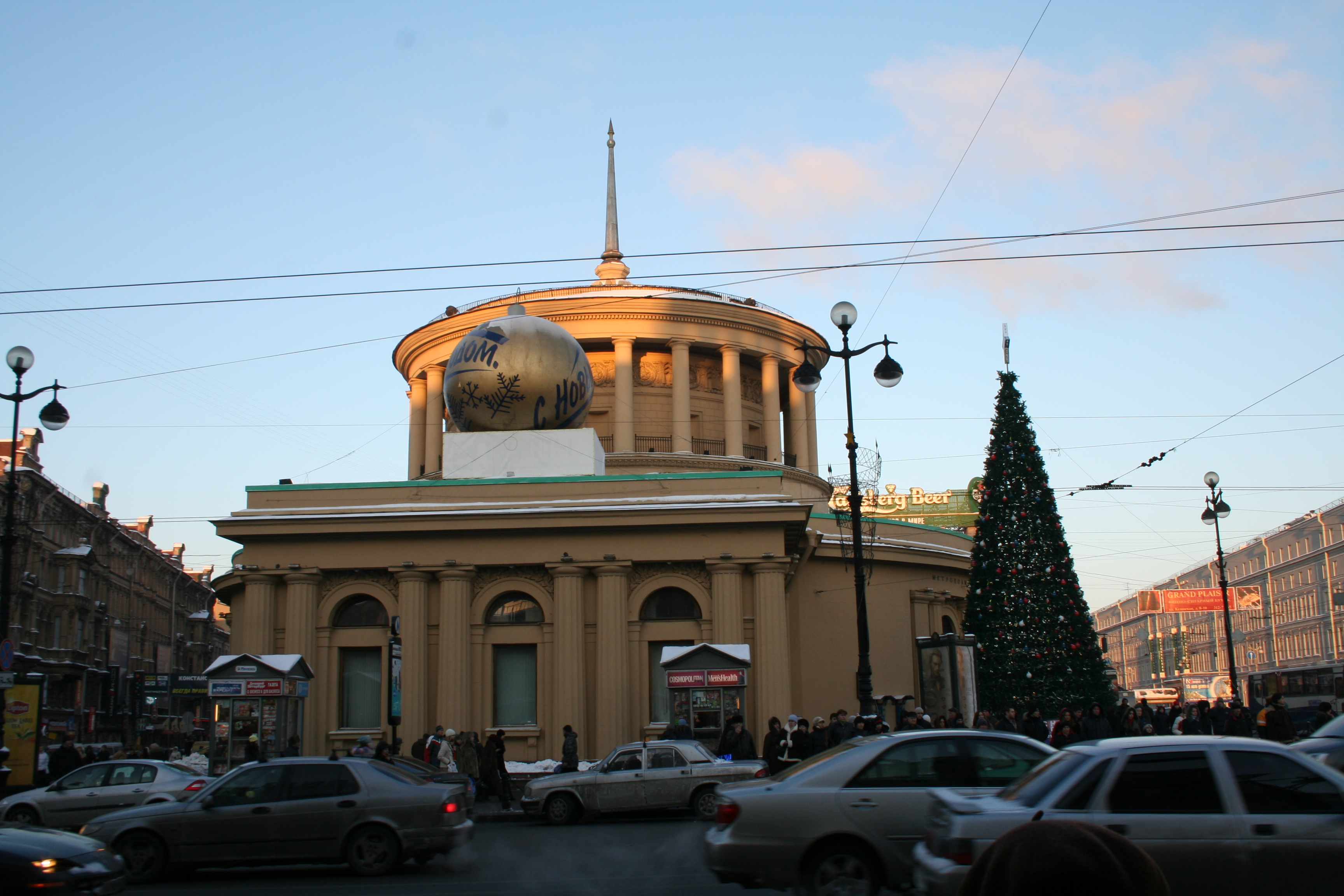
Вестибюль станции метро «Площадь Восстания», построенный в 1955 году на месте снесённой в 1941 году церкви

## Достопримечательности
Во второй половине XIX — начале XX веков застраивалась доходными домами, а также особняками и общественными зданиями.
- № 2 (№ 116 по Невскому проспекту). Доходный дом, снесённый в 2010 году, являлся важным элементом перспектив Невского проспекта, улицы Восстания и ансамбля площади Восстания. Изначально был построен в 1833—1834 годах по проекту архитектора В. Е. Моргана. Средняя часть здания была построена в 1841—1842 годах по проекту А. П. Гемилиана. В 1900—1902 годах на этом месте архитектором П. И. Гилевым было построено новое здание, в котором размещалась гостиница «Эрмитаж». Этот дом неразрывно связан с важнейшими историческими событиями города: в нём находилась булочная, проработавшая всю блокаду — она прекратила своё существование лишь в постсоветский период.
- № 4 — доходный дом, построенный в 1887 году архитектором А. В. Ивановым. Уничтожен в 2006 году.
- № 6 — доходный дом, построенный в 1899 году архитектором И. Гальнбегом. Здесь жили химик-технолог Н. Н. Качалов и народная артистка РСФСР Е. И. Тиме.
- № 8 — здание, построенное в 1845—1851 годах архитектором Р. А. Желязевичем специально для Павловского женского сиротского института, в который брали детей солдатов и низших офицерских чинов, оставшихся сиротами. Перед зданием установлен памятник поэтессе Анне Ахматовой. Теперь здесь размещаются гимназия № 209 и международная школа Герценовского университета[1].
- № 3А по ул. Маяковского (находится между домом № 8 по ул. Восстания и домом № 5 по ул. Маяковского) — трансформаторная подстанция ПАО «Ленэнерго», на стене которой находится граффити с портретом певца Виктора Цоя. Изображение было выполнено художниками арт-группы HoodGraff в 2014 году ко дню памяти музыканта, погибшего 15 августа 1990 года. Вскоре стало известно, что администрация Центрального района предписала удалить несогласованное властями изображение, однако граффити было сохранено благодаря вмешательству ВРИО губернатора Г. С. Полтавченко[2]. В начале апреля 2019 г. граффити обновилось, портрет был заново переписан[3]. 25 августа 2020 года, невзирая на мнение горожан, ГАТИ Санкт-Петербурга предписало удалить изображение в трёхдневный срок[4].
- № 12 (№ 28 по ул. Жуковского) — на этом месте находился доходный дом, построенный в 1834 году по проекту В. Е. Моргана. В советское и постсоветское время дом неоднократно перестраивался.
- № 18 — доходный дом, построенный в 1902—1903 годах по проекту архитектора Александра Хренова, яркий пример петербургского модерна. Здание используется как офис крупной строительной компании.  памятник архитектуры (вновь выявленный объект)[5]
- № 19 (№ 53 по ул. Жуковского) — доходный дом Пантелеймона Бадаева. Построен в 1904—1906 годах архитектором Г. А. Косяковым (совместный проект с В. А. Косяковым при участии Н. Л. Подбереского) в стиле модерн. Угол дома украшает щипец с барельефом, на котором изображена крылатая женская фигура, прозванная горожанами «печальным ангелом»[6]. На эркерах есть небольшие красочные майоликовые панно, выполненные художником П. К. Ваулиным. Некоторое время здесь размещалась редакция журнала «Былое»[7].

- № 20 (№ 16 по Ковенский переулок) — дом, где в 1904—1905 годах жил писатель Максим Горький. В 1899—1901 годах здесь помещалась редакция журнала «Жизнь», литературный отдел которого возглавлял Горький, живший в ту пору в доме № 29. В ноябре — декабре 1905 года здесь состоялись совещания ЦК РСДРП(б) о вооруженном восстании в Москве.  памятник архитектуры (федеральный)
- № 23 (№ 1 по Солдатскому переулку) — доходный дом А. П. Романова, построен в 1902 году по проекту архитектора Б. Я. Зонна. Здание выполнено в эстетике модерна, с элементами готического стиля.
- № 26 — в 1888—1898 годах здесь проживал поэт Яков Полонский, а в 1881—1890 — художественный критик Владимир Васильевич Стасов.  781710971710005
- № 29 — в 1899—1901 годах здесь жил писатель Максим Горький.
- № 33 — дом принадлежал писателю, критику и религиозному философу Дмитрию Мережковскому и его семье, после того как отец писателя ушёл в отставку.
- № 35 (№ 40 по ул. Некрасова, № 33 по Баскову переулку) — доходный дом купца Е. С. Егорова (1883—1884, арх. П. Ю. Сюзор). В 1800-х годах участок принадлежал действительному тайному советнику Владимиру Сергеевичу Грушецкому, а в 1820-х годах — чиновнику меньшего ранга, надворному советнику Антону Андреевичу Аврежио. Затем его приобрел метрдотель Васильев, у которого в 1840-х годах на участке ещё сохранились одноэтажный деревянный дом с мезонином, два деревянных одноэтажных флигеля и службы. В 1860-х годах находившийся здесь дом принадлежал надворному советнику Александру Фёдоровичу Александрову. 24 марта 1873 года Григорьев продал участок с одноэтажным домом потомственному почетному гражданину Ефиму Савельевичу Егорову. Домик он сдавал содержательнице Сарре Казак «под заведение» за 2100 рублей в год. К 1882 году в этом домике с заведением случился пожар, и Егоров, получив «вознаграждения за сгоревшее строение», в 1883 году начинает строительство нового дома по проекту архитектора П. Ю. Сюзора на большом участке от Бассейной улицы до Баскова переулка.

Первоначально Егоров хотел построить двухэтажное здание, но в ходе проектирования и согласования проекта передумал и решил строить дом в пять этажей. Все три фасада выполнены в одном стиле. Углы здания акцентированы круглыми башнями-эркерами, завершенными декоративной надстройкой. Основной декор сконцентрирован в верхних этажах. Все ризалиты украшены скульптурой и фигурными балконами. По сторонам ризалитов — фигуры кариатид, всего их на фасадах 30. , включён в реестр объектов, представляющих историческую, научную, художественную или иную культурную ценность в 2001 году.
- № 36 — в 1890—1896 годах здесь жил критик В. В. Стасов, а в 1930-х годах — писатель И. Л. Андроников.
- № 37 (№ 22 по Баскову переулку, угловая часть) — доходный дом, построенный в 1842 году по проекту архитектора К. И. Брандта. Перестроен.
- № 41 (№ 1 по Виленскому переулку) — доходный дом Б. О. Фукса. Здание в неоклассическом стиле построено в 1912—1913 годах по проекту архитектора И. И. Долгинова. В 1916 году здесь был открыт кинотеатр «Рампа» (позднее «Агитатор», «Луч»), проработавший до 1988. В XXI веке в здании расположился Камерный театр Владимира Малыщицкого[8].  памятник архитектуры (вновь выявленный объект)[5]
- № 42 (№ 18 по Манежному переулку) — доходный дом, построенный в 1907 году по проекту И. П. Володихина.
- № 42А (№ 18 по Манежному переулку) — дом 2008 года постройки. Здание в стиле ретроспективизм выполнено строительной компанией «Дальпитерстрой» по проекту архитекторов В. Н. Питанина и А. Б. Семёновой[9].

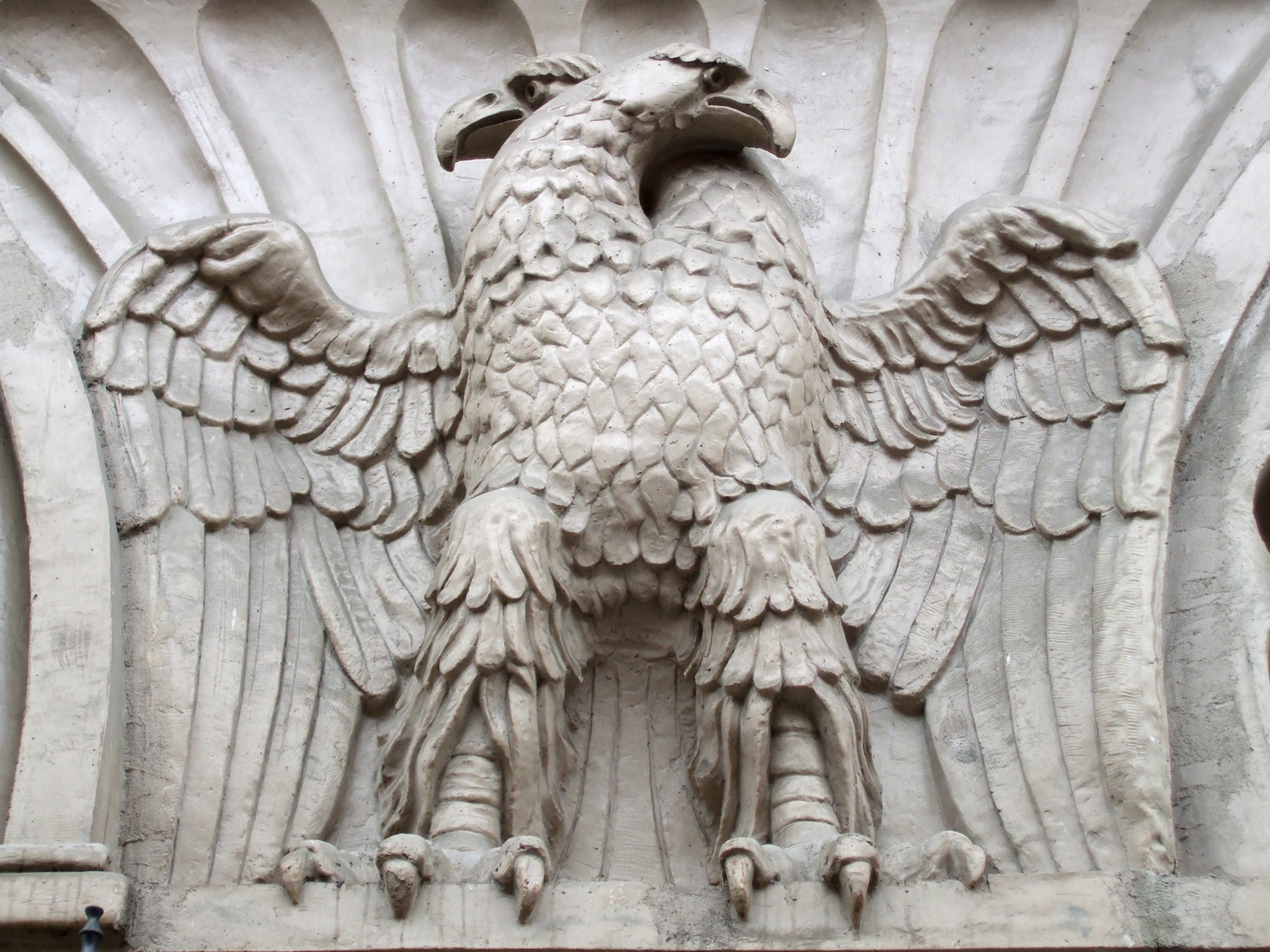
Лепнина дома № 42А

- № 44 — доходный дом в стиле модерн, построен в 1913 году по проекту архитектора В. И. Ван-дер-Гюхта.

- № 45 (№ 9 по Гродненский переулку, № 18 по Сапёрному) — особняк И. К. Мясникова. Построен в 1857—1859 годах архитектором A. П. Гемилианом при участии В. А. Гартмана. Фасад здания декорирован в стиле барокко, на уровне первого этажа установлены две поясные фигуры атлантов, поддерживающих балкон. Позднее этот дом был продан К. А. Варгунину, а затем он в качестве приданого перешёл к его дочери Ольге, вышедшей замуж за адвоката Н. П. Карабчевского. В 1876 году по проекту архитектора Х. Х. Тацки была перестроена ограда, в 1895 году архитектор А. И. фон Гоген построил флигель и конюшню. До 2006 года здание занимала городская кожно-венерологическая больница № 6.  памятник архитектуры (региональный)
- № 53 — «Жилой дом Главсевморпути — Дом полярников». Здание построено в 1935 году по проекту архитектора А. В. Сивкова.

## География
Улица Восстания пересекает или граничит со следующими площадями, проспектами, улицами и переулками:
- площадь Восстания
- Невский проспект
- переулок Ульяны Громовой
- улица Жуковского
- Солдатский переулок
- Ковенский переулок
- Озерной переулок
- улица Некрасова
- Басков переулок
- Митавский переулок
- Виленский переулок
- Сапёрный переулок
- Гродненский переулок
- улица Рылеева
- Манежный переулок
- Кирочная улица